# Midingsbråte naturreservat
Midingsbråte är ett naturreservat i Urshults socken i Tingsryds kommun i Småland (Kronobergs län).
Reservatet är skyddat sedan 1956 och är 2,35 hektar stort. Det är beläget söder om sjön Mien vid gränsen till Blekinge.

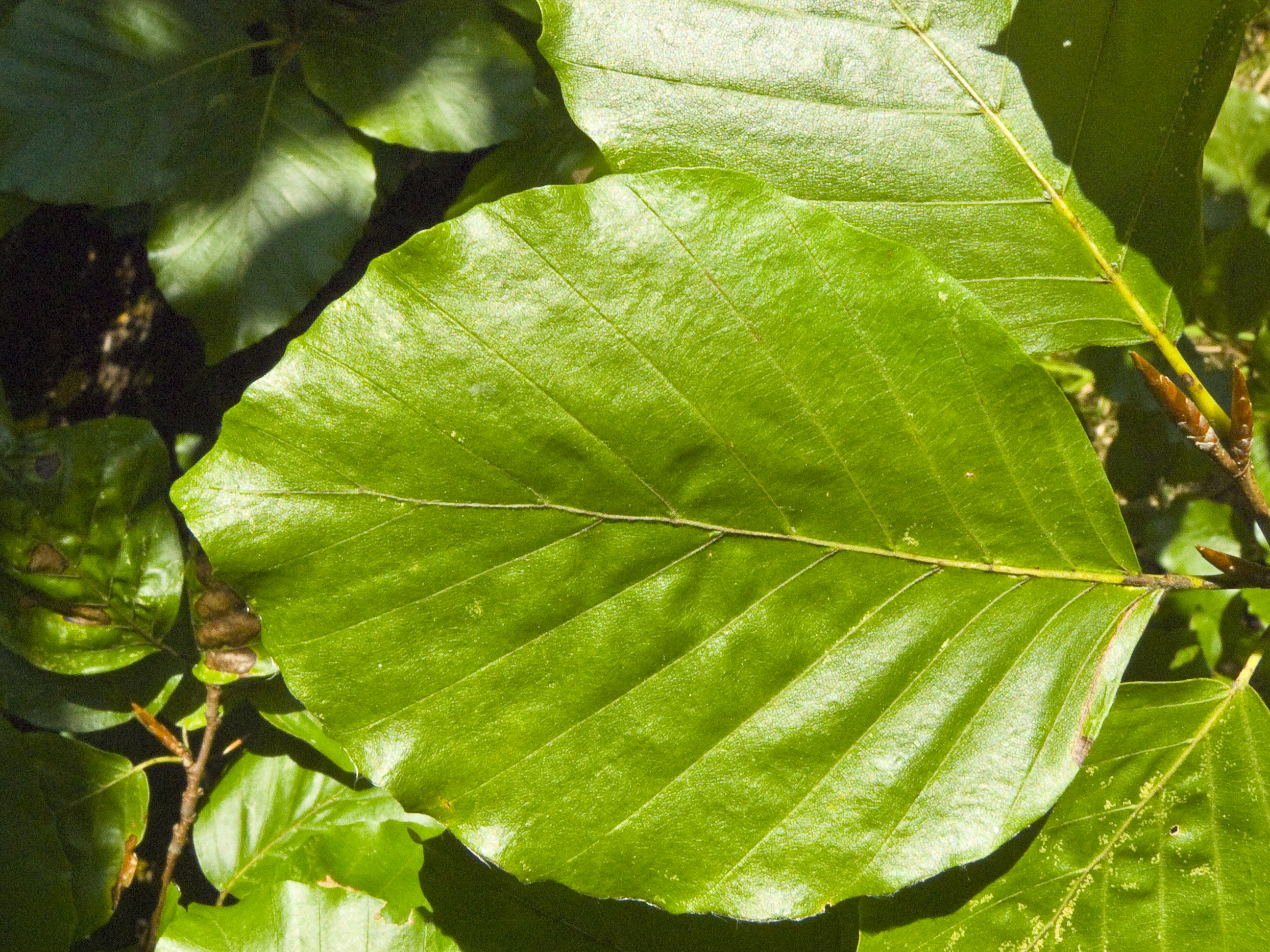
Boklöv

Området gränsar i väster till Norra Svansjön. I sluttningen ner mot sjön växer tall, gran och bok. Död ved gynnar förekomsten av organismer.